# Учений секретар
Учений секретар — науковець, який здійснює контроль за науковою та науково-організаційною роботою установи (організації), правильним оформленням та своєчасним поданням планів наукових робіт, наукових звітів, готує проєкти планів роботи вченої або науково-технічної ради та проводить засідання і веде документацію ради. Контролює виконання та здійснення рішень прийнятих радою. Здійснює постійний контроль за виконанням навчальних планів. Займається проведенням атестації працівників, розробку критеріїв та методів оцінки їхньої діяльності. Координує діяльність науково-допоміжних підрозділів установи (організації). Готує пропозиції з підготовки та підвищенню кваліфікації наукових кадрів, стажуванню наукових співробітників. 